# Ås, Krokoms kommun

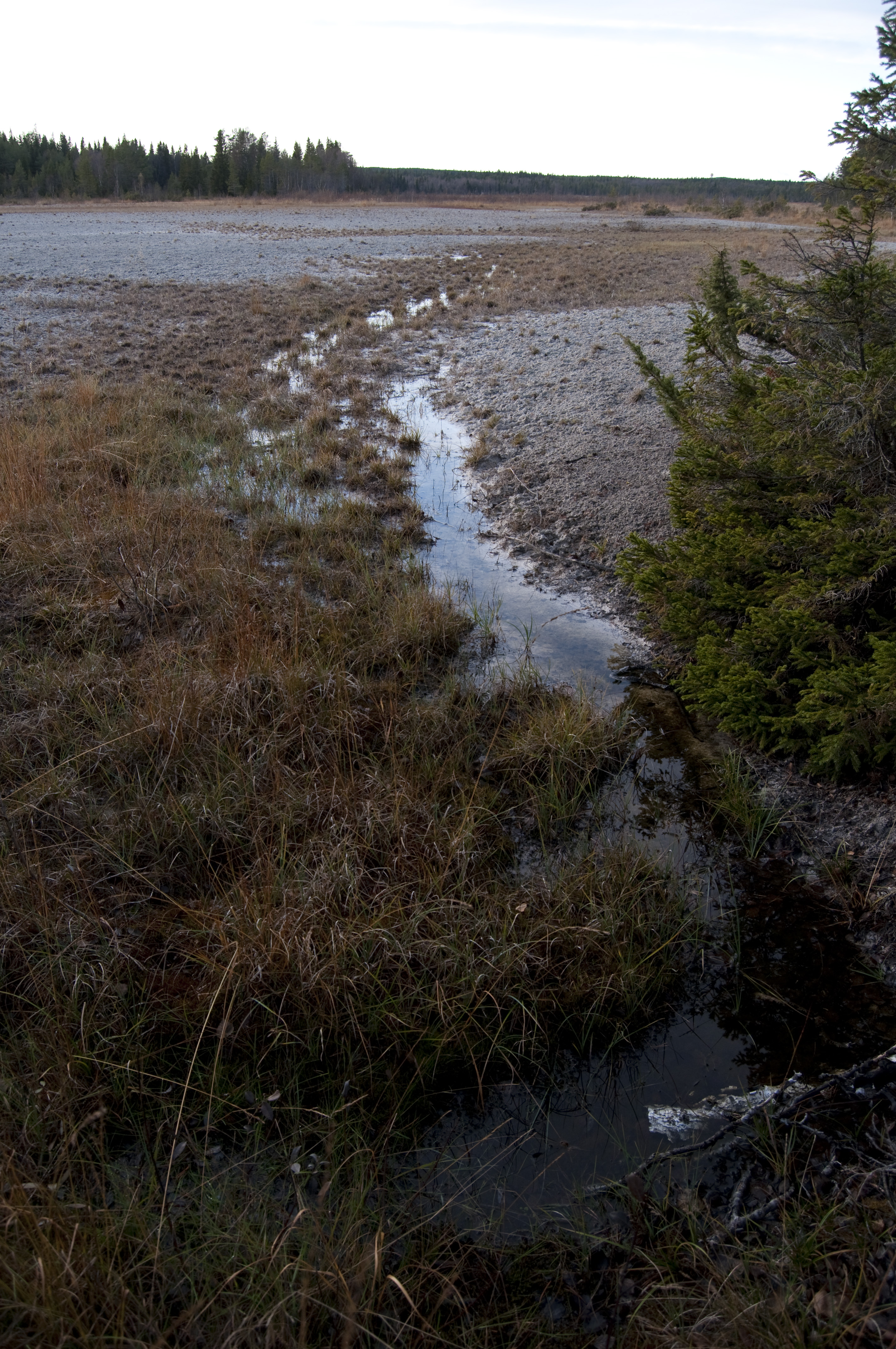
Tysjöarnas naturreservat

Ås är en tätort i Ås distrikt i Krokoms kommun och kyrkbyn i Ås socken i Jämtland, belägen 9 kilometer nordväst om Östersund. Tätorten består av delarna Högstalägden, Hov, Rösta och Torsta.

## Historia
Under exploateringen i början av 1980-talet genomfördes större arkeologiska utgrävningar i Ås där lämningar efter järnålders-, vikinga- och medeltidsbosättningar hittades, de tidigaste från 300-talet e.Kr. Ås har alltså en av Jämtlands äldsta funna jordbruksbosättningar.

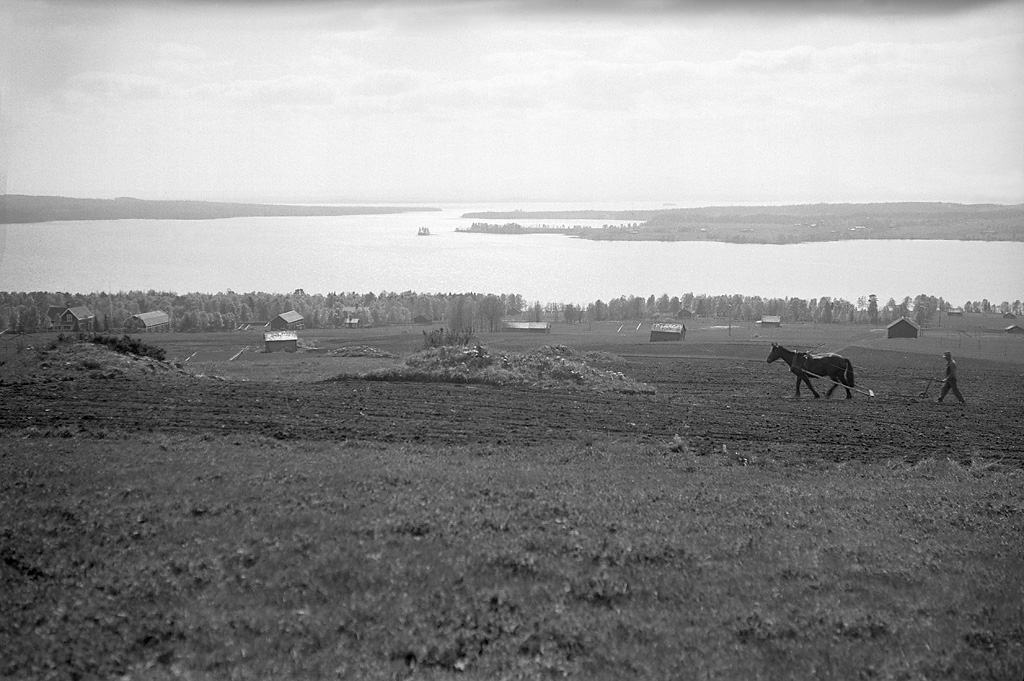

### Befolkningsutveckling
| Befolkningsutvecklingen i Ås 1965–2020                                            | Befolkningsutvecklingen i Ås 1965–2020 | Befolkningsutvecklingen i Ås 1965–2020 | Befolkningsutvecklingen i Ås 1965–2020 | Befolkningsutvecklingen i Ås 1965–2020 |
| --------------------------------------------------------------------------------- | -------------------------------------- | -------------------------------------- | -------------------------------------- | -------------------------------------- |
|                                                                                   |                                        |                                        |                                        |                                        |
| År                                                                                |                                        |                                        | Folkmängd                              | Areal (ha)                             |
| 1965                                                                              | 1965                                   |                                        | 457                                    |                                        |
| 1970                                                                              | 1970                                   |                                        | 580                                    |                                        |
| 1975                                                                              | 1975                                   |                                        | 671                                    |                                        |
| 1980                                                                              | 1980                                   |                                        | 634                                    |                                        |
| 1990                                                                              | 1990                                   |                                        | 1 107                                  | 103                                    |
| 1995                                                                              | 1995                                   |                                        | 1 143                                  | 107                                    |
| 2000                                                                              | 2000                                   |                                        | 1 104                                  | 107                                    |
| 2005                                                                              | 2005                                   |                                        | 1 097                                  | 108                                    |
| 2010                                                                              | 2010                                   |                                        | 1 218                                  | 120                                    |
| 2015                                                                              | 2015                                   |                                        | 1 572                                  | 292                                    |
| 2020                                                                              | 2020                                   |                                        | 1 471                                  | 282                                    |
| Anm.: Ny tätort 1965. Sammanvuxen 2015 med Ösa och Stallbacken. Sem utbruten 2023 |                                        |                                        |                                        |                                        |

## Geografi
Forbondeleden är en vandrings- och cykelled från Kattstrupeforsen i norr vid Indalsälven mot sydväst till Täng nere vid Storsjön. Distansen är ungefär 10 km, årligen arrangeras en gemensam vandring.
Tysjöarnas naturreservat är ett av norra Europas största och viktigaste fågelområden, det ligger öster om E14.

## Samhället
I mitten av 1980-talet exploaterades ett stort bostadsområde i centrala Ås med en nära fördubbling av invånarantalet. Under senare år har södra Ås, vid kommungränsen mot Östersunds kommun, exploaterats. Sånghusvallen, Arons dunge och Stallbacken är de nya bostadsområdena.
Planer för ytterligare bostadsområden finns för Blomsterhagen, Kvarteret Freja och Ås Båthamn. I centrala Ås planeras ett särskilt boende för äldre.
Orten hade en livsmedelsaffär fram till 2004. 
Ås kyrka ligger i närheten av Ås skola högst på "åsen" Ås.

## Skolor
Hovgläntan, Junibacken och Sånghusvallen är de tre kommunala förskolorna i Ås. De fristående är föräldrakooperativet Galaxen, föräldrakooperativet Solägget och förskolan Hjärtat.
I Ås finns ett flertal skolor. Sånghusvallens skola i södra delen är en nybyggd skola för klasserna F-6. I centrala Ås ligger Ås skola med Ås Bibliotek, tidigare Ås kyrkskola, som är kommunens största F-9 skola med 500 elever. Vid Storsjöns strand ligger Birka folkhögskola, bredvid kyrkan ligger Åsbygdens naturbruksgymnasium och nordöst om Ås ligger Dille Gård Naturbruksgymnasium.

## Kommunikation
Motorvägen E14 börjar i Trondheim och passerar Åsbygden vidare till Östersund och slutligen Sundsvall.
Bussförbindelserna mellan Östersund och Ås är många.

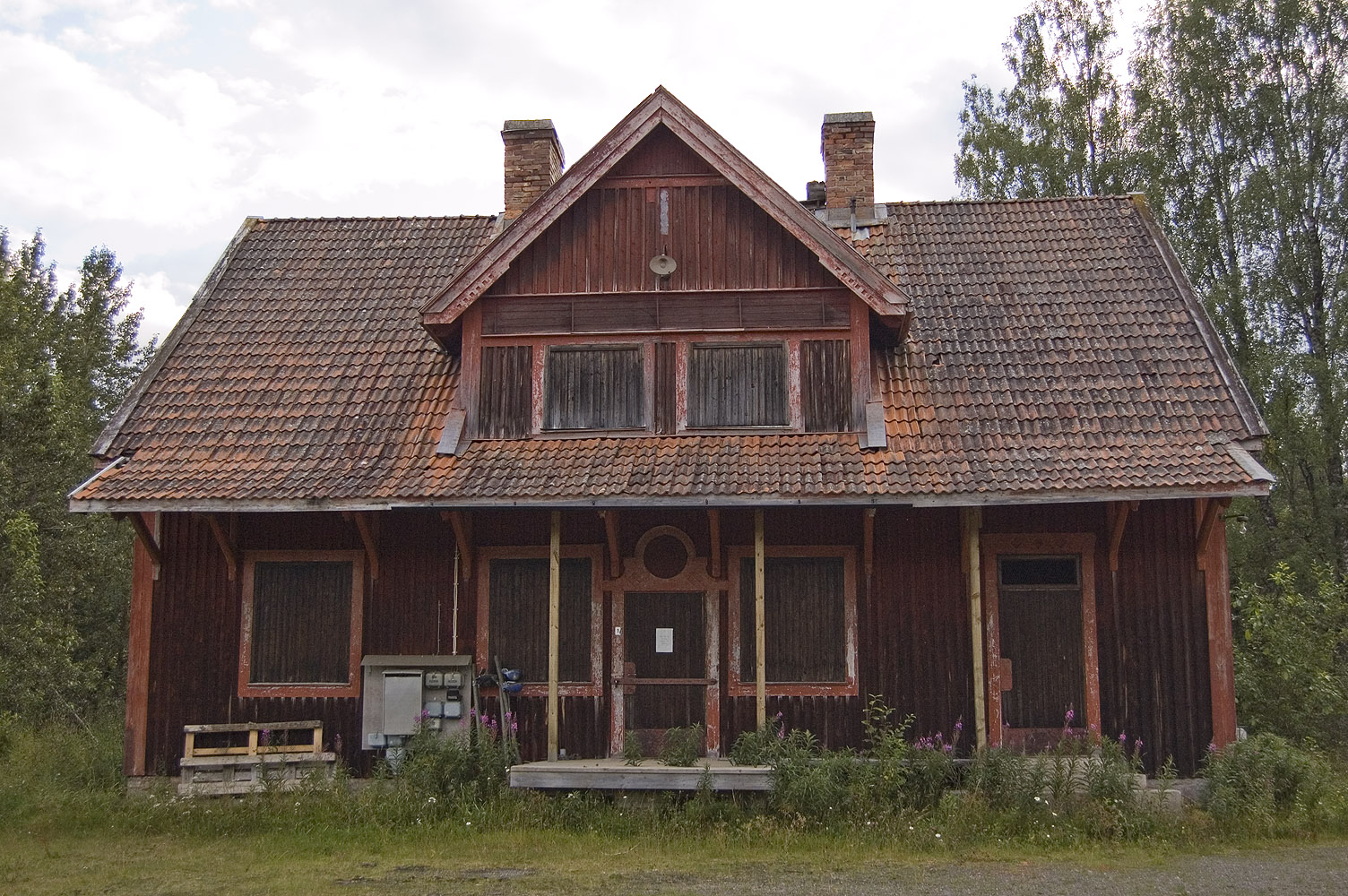
Åskott station

Tågtrafik går genom Ås. Ingen järnvägsstation finns längre, men fanns tidigare i byarna Täng och Åskott som Inlandsbanan passerar.

## Näringsliv
Företagsamhet utmärker Åsbygden med många företag. Industriföretaget Hallströms byggde en produktionsanläggning under 2016 i industriområdet Åsbacken, strategiskt nära E14.

## Idrott

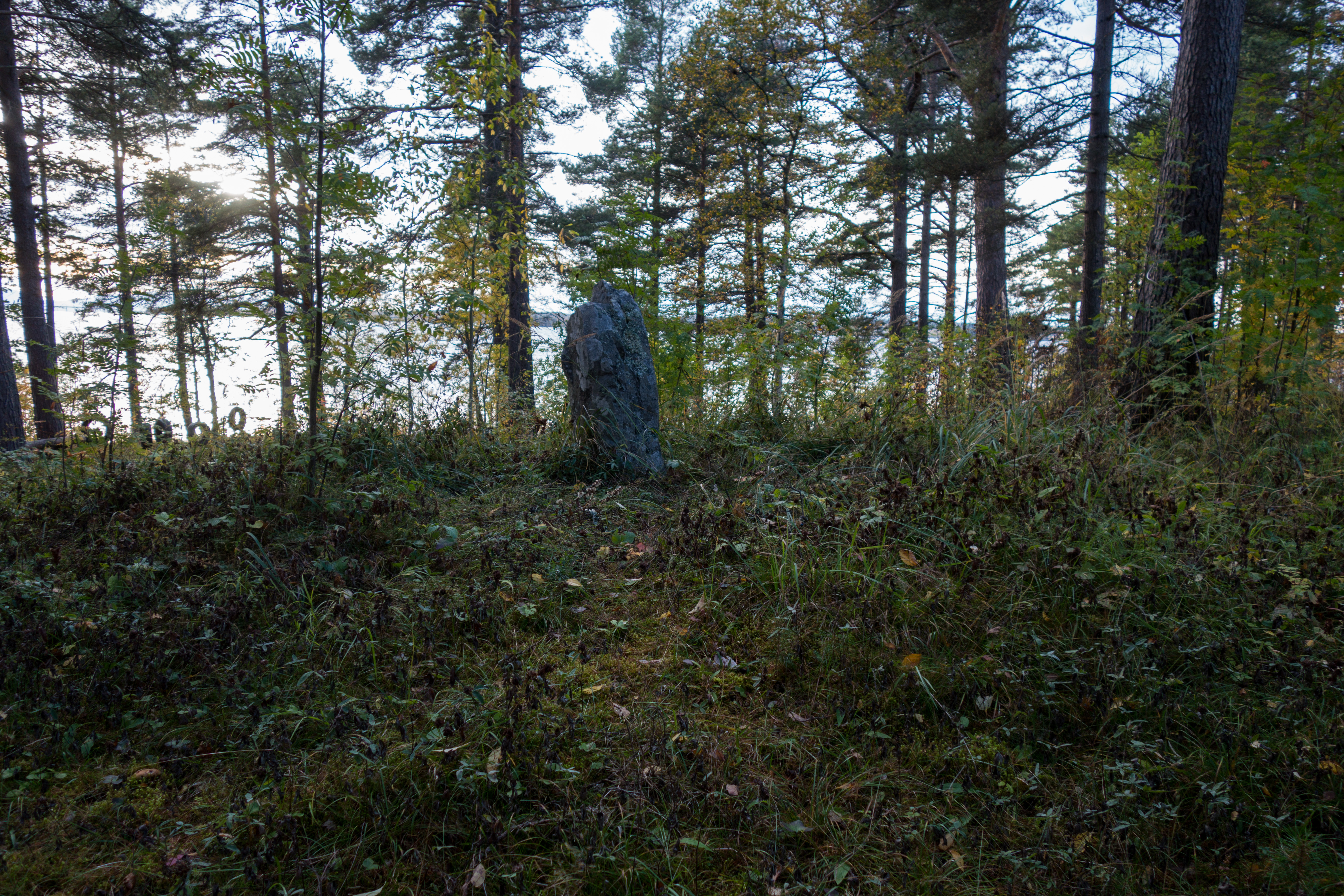
Vikingagrav på Birkaudden

Ås IF är ortens stora idrottsförening. Jämtkrafthallen är en allaktivitetshall i centrala Ås med tillhörande tre fotbollsplaner. Skidspår på fyra distanser finns 2,5 km (elljusspår), 6 km, 10 km och 18 km. Ås ridhus ligger i byn Sem.

## Föreningsliv
Ås framtid och Ås hembygdsförening.

## Kända personer
Några kända personer med anknytning till Ås är:
- Yvonne Ryding, fotomodell och vinnare av Miss Universum 1984.
- Ulf Dahlén, före detta ishockeyspelare i NHL.
- Ragnar Dromberg, diplomat och ambassadör.
- Ola Rawald, längdskidtränare.
- Sten Rentzhog, konsthistoriker och museiman.
- Göte Swén, politiker.
- Torsten Bergström, skådespelare och regissör.
- Nils Olsson i Rösta, riksdagsman.
- Jan Liljeqvist, konstnär.
- Carl-Ivar Ringmar, arkitekt.